# Líneas rojas
Líneas rojas es el título del tercer álbum de estudio de la cantautora española Miriam Rodríguez y el primero siendo artista independiente. Fue lanzado el 23 de febrero de 2024 y contiene un total de diez canciones.

## Antecedentes
El 12 de mayo de 2023 se publicó «Debilidad», como primer sencillo del álbum. El segundo sencillo oficial del disco, «Déjame cuidarte», se publicó el 28 de julio de 2024, junto a su vídeo musical oficial.
El 27 de octubre de 2023, se publicó el siguiente y tercer sencillo del álbum, «Línea roja», sorprendiendo tanto a crítica como a público con un vídeo musical enérgico y bailable, demostrando su versatilidad.
Un mes y medio más tarde, Rodríguez anuncia en sus redes sociales el lanzamiento oficial de su álbum para el 23 de febrero del siguiente año, titulado Líneas rojas, el que sería su primer lanzamiento oficial como artista independiente. Una semana más tarde, Rodríguez anuncia también por sus redes sociales, la gira musical oficial que acompañaría al álbum, en la cual recorrería diez ciudades españolas, entre ellas: Barcelona, Gijón, La Coruña, Madrid, Sevilla, Valladolid y Zaragoza.
El 25 de enero de 2024, se publica «Echar de menos (Duele)», el cuarto y último sencillo hasta la fecha.Y el 16 de febrero del mismo año, una semana antes del lanzamiento oficial del álbum, publica «Qué bien se está», el primer y único sencillo promocional del álbum.

## Promoción

### Sencillos
«Debilidad» es el primer sencillo del álbum, lanzado el 12 de mayo de 2023. «Déjame cuidarte» es el segundo sencillo del álbum, lanzado el 28 de julio de 2023. «Línea roja» es el tercer sencillo del álbum, lanzado el 27 de octubre de 2023. El 25 de enero de 2024, se lanzó el cuarto y último sencillo del álbum hasta la fecha, «Echar de menos (Duele)».
Todos los sencillos cuentan con vídeo musical oficial, a excepción de «Echar de menos (Duele)».
Sencillos promocionales
«Qué bien se está» es el primer y único sencillo promocional del álbum, lanzado el 16 de febrero de 2024, una semana antes de la salida oficial del álbum.

## Lista de canciones
| Líneas rojas |                                |                                                    |                  |          |  |
| N.º          | Título                         | Escritor(es)                                       | Productor(es)    | Duración |  |
| 1.           | «El miedo a fallar»            | Carlota Mad, Luisah, Miriam Rodríguez, Road Ramos  | Rodríguez, Ramos | 3:27     |  |
| 2.           | «Tes que ser de aquí (Meigas)» | Luar na Lubre, Rodríguez, Ramos, Rosalía de Castro | Rodríguez, Ramos | 3:20     |  |
| 3.           | «Qué bien se está»             | Rodríguez, Ramos                                   | Ramos            | 3:12     |  |
| 4.           | «El primero de todos»          | Rodríguez, Ramos                                   | Rodríguez, Ramos | 2:56     |  |
| 5.           | «Dar x ti la cara»             | Francois Le Goffic, Rodríguez, Pablo Moreno        | Le Goffic        | 3:04     |  |
| 6.           | «Echar de menos (Duele)»       | Rodríguez                                          | Le Goffic        | 2:22     |  |
| 7.           | «Debilidad»                    | Le Goffic, Rodríguez, Moreno                       | Le Goffic        | 3:22     |  |
| 8.           | «Línea roja»                   | Rodríguez, Ramos                                   | Ramos            | 3:21     |  |
| 9.           | «Déjame cuidarte»              | Rodríguez, Ramos                                   | Rodríguez, Ramos | 4:07     |  |
| 10.          | «Romper el champán»            | Rodríguez, Ramos                                   | Ramos            | 3:05     |  |
| 32:20        |                                |                                                    |                  |          |  |

## Personal
Vocales
- Miriam Rodríguez – voz principal

Producción
- Miriam Rodríguez – producción (pistas 1, 2, 4, 9)
- Road Ramos – producción (pistas 1, 2, 3, 4, 8, 9, 10)
- Francois Le Goffic  – producción (pistas 5, 6, 7)

Escritores
- Miriam Rodríguez (todas las pistas)
- Road Ramos (pistas 1, 2, 3, 4, 8, 9, 10)
- Francois Le Goffic (pistas 5, 6, 7)
- Pablo Moreno (pistas 5, 6, 7)
- Carlota Mad (pista 1)
- Luisah (pista 1)
- Luar na Lubre (pista 2)
- Rosalía de Castro (pista 2)

## Posicionamiento en listas
Posiciones obtenidas por Líneas Rojas
| País   | Lista           | Máxima posición |
| ------ | --------------- | --------------- |
| España | Top 100 Álbumes | 2               |

## Historial de lanzamiento
| Región | Fecha                 | Formato                     | Discográfica |
| ------ | --------------------- | --------------------------- | ------------ |
| Mundo  | 23 de febrero de 2024 | descarga digital, streaming | Meyf Records |
| España | 23 de febrero de 2024 | CD, vinilo                  | Meyf Records |